# Wickerschwihr
Wickerschwihr – miejscowość i gmina we Francji, w regionie Grand Est, w departamencie Górny Ren.
Według danych na rok 1990 gminę zamieszkiwały 504 osoby, a gęstość zaludnienia wynosiła 222 osób/km² (wśród 903 gmin Alzacji Wickerschwihr plasuje się na 465. miejscu pod względem liczby ludności, natomiast pod względem powierzchni na miejscu 658.).